# The Leopard's Foundling
The Leopard's Foundling è un cortometraggio muto del 1914 diretto da F.J. Grandin (Francis J. Grandon) e Kathlyn Williams.

## Produzione
Il film fu prodotto dalla Selig Polyscope Company.

## Distribuzione
Distribuito dalla General Film Company, il film - un cortometraggio in due bobine - uscì nelle sale cinematografiche statunitensi il 29 giugno 1914.
In Germania, il titolo del film è stato tradotto in Des Leopards Findelkind, in Danimarca in Leopardens Plejebarn.